# 江达 (昆士兰州)
江达（英语：Jundah）是地处昆士兰州西部的小镇，距省首府布里斯班大约1122公里。是澳大利亚的主要蛋白石矿区之一，历史悠久。
1883年建城，城名来自澳洲原住民语言的女人。20世纪初主要为采矿区，但是20年之后，因缺水不得关闭矿场，直到重机器普遍之后才重新开发。2009年，城市人口达到130。除矿物业，当地还有大型牛羊牧场。